# マイク・ブッシュ
マイケル・アンソニー・ブッシュ（Michael Anthony "Mike" Busch , 1968年7月7日 - ）は、アメリカ合衆国アイオワ州出身の元プロ野球選手（内野手）。

## 経歴

### プロ入り前
アイオワ州立大学の3年次だった1989年に打率.401をマークし、オールアメリカンに選ばれた。またアメリカンフットボールでもタイトエンドとしてプレーしビッグ・エイト・カンファレンスのMVP、ファーストチームに選ばれた。

### プロ入り後
1990年のMLBドラフト4巡目でロサンゼルス・ドジャースに指名された。1991年はA+のベイカーズフィールド・ドジャースで、1992年はAAのサンアントニオ・ミッションズで、1993年からはアルバカーキ・デュークスでプレーした。
1995年、パシフィックコーストリーグのオールスター一塁手に選ばれ、ティム・ウォーラックがひざを負傷したため、メジャー昇格を果たし8月30日にドジャースで初出場を果たした。1996年8月10日がメジャーでの最後の出場となった。メジャーでは打率.220、7本塁打の成績を残した。1997年にはAAAのバッファロー・バイソンズでプレー。
1998年は、韓国野球の第1回外国人選手ドラフトでハンファ・イーグルスから1位指名を受け、入団。
1999年には、独立リーグであるノーザンリーグのファーゴ・ムーアヘッド・レッドホークスでプレー、同リーグのセントラル・ディビジョンのオールスター（三塁手）に選ばれた。2000年、2001年は、同リーグ内のスーフォールズ・カナリーズで過ごした。

### 引退後
2005年から、ノーザンリーグ（当時）のカルガリー・ヴァイパーズの監督に就任、2008年12月には翌2009年シーズンよりノーザンリーグのシャンバーグ・フライヤーズの監督に就任することが発表された。

## 人物
1994年から1995年のMLBストライキの際に代替選手となった者の中で最初にメジャーのロースターに名を連ねた選手である。スト破りに加担しようとしたとして、メジャーリーグベースボール選手会に加入することは許されなかった。
2000年にはアイオワ州立大学の殿堂入りを果たした。

## 詳細情報

### 年度別打撃成績
| 年 度    | 球 団    | 試 合 | 打 席 | 打 数 | 得 点 | 安 打 | 二 塁 打 | 三 塁 打 | 本 塁 打 | 塁 打 | 打 点 | 盗 塁 | 盗 塁 死 | 犠 打 | 犠 飛 | 四 球 | 敬 遠 | 死 球 | 三 振 | 併 殺 打 | 打 率 | 出 塁 率 | 長 打 率 | O P S |
| -------- | -------- | ----- | ----- | ----- | ----- | ----- | -------- | -------- | -------- | ----- | ----- | ----- | -------- | ----- | ----- | ----- | ----- | ----- | ----- | -------- | ----- | -------- | -------- | ----- |
| 1995     | LAD      | 13    | 17    | 17    | 3     | 4     | 0        | 0        | 3        | 13    | 6     | 0     | 0        | 0     | 0     | 0     | 0     | 0     | 7     | 0        | .235  | .235     | .765     | 1.000 |
| 1996     | LAD      | 38    | 88    | 83    | 8     | 18    | 4        | 0        | 4        | 34    | 17    | 0     | 0        | 0     | 0     | 5     | 0     | 0     | 33    | 2        | .217  | .261     | .410     | .671  |
| 1998     | ハンファ | 76    | 259   | 240   | 20    | 51    | 11       | 1        | 10       | 94    | 28    | 0     | 0        | 0     | 2     | 16    | 1     | 1     | 81    | 11       | .213  | .264     | .392     | .655  |
| MLB：2年 | MLB：2年 | 51    | 105   | 100   | 11    | 22    | 4        | 0        | 7        | 47    | 23    | 0     | 0        | 0     | 0     | 5     | 0     | 0     | 40    | 2        | .220  | .257     | .470     | .727  |
| KBO：1年 | KBO：1年 | 76    | 259   | 240   | 20    | 51    | 11       | 1        | 10       | 94    | 28    | 0     | 0        | 0     | 2     | 16    | 1     | 1     | 81    | 11       | .213  | .264     | .392     | .655  |

### 背番号
- 25（1995年 - 1996年）
- 31（1998年）